# 多裂荷青花
多裂荷青花（学名：Hylomecon japonica var. dissecta）为罂粟科荷青花属下的一个变种。